# 시오노야 류
시오노야 류(일본어: 塩谷 立, 1950년 2월 18일 ~)는 일본의 정치인으로, 아소 내각에서 문부과학대신을 지냈다. 중의원 의원에 여섯 번 당선된 바 있으며, 마치무라 파벌이 이끄는 자유민주당 청화정책연구회(일본어: 清和政策研究会 세이카 세이사쿠 겐큐카이[*]) 소속이다. 아버지 시오노야 가즈오(塩谷一夫)는 중의원 의원을 지냈다. 현재 지역구는 시즈오카현 제8구이다.

## 약력
시오노야는 시즈오카현에서 태어나, 시즈오카 현립 시즈오카 고등학교, 미국 캘리포니아주 엠배서더 대학 (Ambassador College), 게이오기주쿠 대학 법학부 정치학 학과를 졸업하였다.
시오노야는 졸업 후인 1990년, 제39회 중의원 총선거에서 시즈오카 3구 (중선거구) 에 자유민주당 공인으로 출마해 중의원 의원에 첫 당선되었고, 1993년에 두 번째 당선되었다. 1996년 총선거에서는 시즈오카 8구에서 출마했지만 패했으며, 1999년 같은 선거구에서 보궐 선거로 세 번째 당선되었다. 2000년 총선거에서는 패해 낙선하였지만, 2003년 총선거에서 근소한 차이로 승리해 네 번째 당선되면서 복귀하였다. 2005년 총 선거에선 큰 차이로 당선되며 다섯 번째 당선되었다.
2008년 8월, 후쿠다 개조 내각에서 내각관방부장관에 임명되었으며, 그 해 9월 아소 내각에서 문부과학대신이 되었다. 2009년 총선거에서는, 소선거구에서 근소한 차이로 패했으나, 비례 대표로 당선되며 여섯 번째 당선되었다. 아소 내각이 해산됨과 동시에 문부과학대신에서 퇴임하였다. 현재 한일의원연맹 상임 간사, 당현련회장 (党県連会長, 2009년 9월 ~) 을 맡고 있다.